# Dirk De Cock
Dirk De Cock, né le 30 septembre 1955 à Termonde est un homme politique belge flamand, membre du Sociaal-Liberale Partij.
Il est licencié en philologie germanique et agrégé de l'enseignement moyen supérieur.

## Fonctions politiques
- 1993-     Conseiller communal à Lebbeke
- 1999-2004 Député au Parlement flamand
- 2004-     Membre du conseil de police à Lebbeke
- 2004-2006 Échevin à Lebbeke
- 2007-     Premier échevin à Lebbeke
- 2006-2009 Député au Parlement flamand